# Amt Geest und Marsch Südholstein
La comunità amministrativa Geest und Marsch Südholstein (Amt Geest und Marsch Südholstein) si trova nel circondario di Pinneberg nello Schleswig-Holstein, in Germania.
Il nome originario era Amt Moorrege e comprendeva sei comuni (Groß Nordende, Heidgraben, Heist, Holm, Moorrege e Neuendeich), nel luglio del 2006 si aggregò il comune di Appen. 
Il 1º gennaio 2017 è stato soppresso l'Amt Haseldorf e i tre comuni che ne facevano parte si sono aggregati alla comunità amministrativa che contestualmente ha assunto il nuovo nome di Geest und Marsch Südholstein.

## Suddivisione
Comprende 10 comuni:
1. Appen (4 861)
2. Groß Nordende (799)
3. Haselau (1 091)
4. Haseldorf (1 829)
5. Heidgraben (2 717)
6. Heist (2 852)
7. Hetlingen (1 416)
8. Holm (3 327)
9. Moorrege (4 499)
10. Neuendeich (497)

Il capoluogo è Heist.
(Tra parentesi i dati della popolazione al 31 dicembre 2021)